# Dresden (Ohio)
Dresden és una població dels Estats Units a l'estat d'Ohio. Segons el cens del 2000 tenia 1.423 habitants.

## Demografia
Segons el cens del 2000, Dresden tenia 1.423 habitants, 609 habitatges, i 383 famílies. La densitat de població era de 469,6 habitants per km².
Dels 609 habitatges en un 29,2% hi vivien nens de menys de 18 anys, en un 48,4% hi vivien parelles casades, en un 10,3% dones solteres, i en un 37,1% no eren unitats familiars. En el 32,5% dels habitatges hi vivien persones soles el 16,3% de les quals corresponia a persones de 65 anys o més que vivien soles. El nombre mitjà de persones vivint en cada habitatge era de 2,32 i el nombre mitjà de persones que vivien en cada família era de 2,95.
Per edats la població es repartia de la següent manera: un 24% tenia menys de 18 anys, un 9,3% entre 18 i 24, un 27,3% entre 25 i 44, un 22,7% de 45 a 60 i un 16,7% 65 anys o més.
L'edat mediana era de 38 anys. Per cada 100 dones de 18 o més anys hi havia 83,7 homes.
La renda mediana per habitatge era de 38.523 $ i la renda mediana per família de 48.977 $. Els homes tenien una renda mediana de 31.324 $ mentre que les dones 21.524 $. La renda per capita de la població era de 19.527 $. Aproximadament el 5,9% de les famílies i el 5,8% de la població estaven per davall del llindar de pobresa.

## Poblacions més properes
El següent diagrama mostra les poblacions més properes.